# Kostel svaté Barbory (Příseka)
Kostel svaté Barbory se nachází na severním okraji vesnice Příseka. Kostel je filiálním kostelem římskokatolické farnosti Brtnice. Jde o jednolodní stavbu s gotickým jádrem, kostel je stavbou s polygonálním závěrem a s později přistavěnou hranolovou věží v klasicistním stylu. Kostel je chráněn jako kulturní památka České republiky. Kostel stojí v areálu hřbitova ohrazeném mohutnou zdí.

## Historie
Kostel byl založen ke konci 13. století, byl farním kostelem do doby, kdy byla farnost u kostela zrušena, to se stalo v roce 1622. Později byl po 18. století opět katolický, kdy pak byl různě upravován a přestavován. Mimo jiné byl v roce 1852 rozšířen na západní straně o mohutnou klasicistní věž, kostel měl dlouho silně poškozenou střechu, ta byla rekonstruována v letech 2012 a 2013. V roce 2013 byla také rekonstruována věž. Ta pak byla obnovena ještě v roce 2015.